# Município de Florence (condado de Erie, Ohio)
Localização do Ohio nos E.U.A.
O município de Florence (em inglês: Florence Township) é um município localizado no condado de Erie no estado estadounidense de Ohio. No ano de 2010 tinha uma população de 2448 habitantes e uma densidade populacional de 35,88 pessoas por km².

## Geografia
O município de Florence encontra-se localizado nas coordenadas 41° 19′ 25″ N, 82° 22′ 54″ O. Segundo a Departamento do Censo dos Estados Unidos, o município tem uma superfície total de 68.23 km², da qual 67,73 km² correspondem a terra firme e (0,73 %) 0,49 km² é água.

## Demografia
Segundo o censo de 2010, tinha 2448 pessoas residindo no município de Florence. A densidade populacional era de 35,88 hab./km².